# Росс, Евгений Николаевич
Евгений Николаевич Росс (псевдоним — Евгений Чужой; род. 2 мая 1965, село Акулово, Первомайского района, Алтайского Края) — российский музыкант, исполнитель песен в жанре русский шансон. Четырежды лауреат премии «Шансон года».

## Биография
Родился 2 мая 1965 года в селе Акулово, Первомайского района, Алтайского Края.
Закончил Барнаульское музыкальное училище по классу контрабаса. После армии работал музыкантом в ресторанах, потом в театре.
В 1999 году начал свою сольную карьеру. В 2001 году записал свой первый альбом «Грешник». После дебюта уехал в Москву, где женился и родил троих детей.
В 2005 году приказом Главкома ВДВ награждён юбилейной медалью «Генерал армии Маргелов» за поднятие патриотического духа воинов-десантников.
Становился обладателем премии «Шансон года»: 2008, 2009, 2010 (совместно с Радой Рай), 2011, 2021 (совместно с Алёной Петровской).

## Дискография
- 2001 — «Грешник»
- 2002 — «Где-то далеко»
- 2003 — «Чужой»
- 2005 — «Новое и лучшее»
- 2007 — «По городам и весям»
- 2008 — «Артезиан»
- 2009 — «Подарите мне вечер»
- 2010 — «Запоздалый снег»
- 2016 — «Новое и Лучшее 2»
- 2016 — «Обнимая Небо»
- 2017 — «Избранное»
- 2018 — «Если не ты»

## Участие на Эх Разгуляе и Шансон Года!
- 2007 — «Белый снег за окном» выступление на "Эх Разгуляй".
- 2008 — «Ностальгия», «Белый снег за Окном» выступление на Шансон Года.
- 2008 — «Милая, единственная, нежная» выступление на "Эх Разгуляй".
- 2008 — «Берёзы России», «Ностальгия» выступление на "Славянском Базаре в Витебске".
- 2008 — «Мне бы по Небу» выступление на "Славянском Базаре в Витебске".
- 2009 — «Запоздалый Снег», «Родина Моя» (исполнение с друзьями) выступление на Шансон Года.
- 2010 — «Заплутали Мишки» (с Евгением Кемеровским) выступление на "Эх Разгуляй".
- 2010 — «Напоила Ночь» (с Радой Рай) выступление на Шансон Года.
- 2011 — «Прости мою Любовь» выступление на Шансон Года
- 2017 — «Если не Ты» выступление на "Эх Разгуляй"
- 2019 — «Не уезжай» выступление на "Эх Разгуляй"
- 2021 — «За тобой» выступление на "Эх Разгуляй"
- 2021 — «Донская бравада» (с Алёной Петровской) выступление на Шансон Года.

## Фильмография
- 2001 — «Жизнь забавами полна» — эпизод
- 2004 — «Снайперы» — немецкий офицер
- 2010 — «Сказка любви» — разбойник